# MPEG-2
 (енгл. Moving Picture Experts Group) је један од најпознатијих стандарда за компримовања видео сигнала, односно начина кодирања видеа. Нагли пораст његове примене настао је са појавом првих дигиталних уређаја за снимање и обраду видео садржаја.
Настао је из потребе да се смањи количина података неопходна за преношење квалитетног видео-сигнала. Степен компресије може бити различит (па и до 100 пута). Примера ради неопходан проток са некомпримовану слику је око 270 Mb/s, док се применом MPEG-2 овај проток може смањити на 2 или 4 Mb/s, и тако добијена слика има сасвим задовољавајући квалитет. У суштини овог начина кодовања лежи дискретна косинусна трансформација.
Данас је један од најраспрострањенијих и најпознатијих начина компримовања видео-сигнала.